# 枫香树
楓香樹（學名：Liquidambar formosana），別稱台灣香膠樹、楓樹、楓子樹、楓仔樹、楓仔、香楓、白楓、白膠香、雞楓樹、雞爪楓、靈楓、大葉楓、香菇木、路路通等，為金縷梅科楓香樹屬植物，種加詞意為formosana「臺灣的 」。
為中国大陸贵州黔南州州树、福建霞浦县县树以及台灣國立中興大學的校樹。

## 別名
由於楓香樹的圓球形果序，於蒴果開裂時種子從多處掉下，看似管道很多，故而有路路通之名。

## 植物學史
楓香樹的模式標本於1864年由採集家奧德漢(Oldham, Richard)在台灣淡水採集，並將大部份標本送往邱园，另一部份送往大英博物館，交由植物學家進行研究，正式學名由亨利·弗萊徹·漢斯賦予，在1866年發表於法國自然科學年報，一直未曾動搖沿用至今，現時模式標本存放於大英博物館。

## 分佈
楓香樹原產於臺灣、中國南部，現分佈於老撾、越南北部、臺灣、朝鮮半島南部等地，中國分佈於海南、廣西、雲南東南部、廣東、香港、福建、湖北、四川、江蘇、河南、陝西、甘肅等省份。本種為陽性植物，喜好陽光、耐蔭、耐火、抗有毒氣體及抗風寒，野外分佈於海拔2000米以下溝谷、山坡、次生林中或溪河沿岸等地，深根性，喜生於濕潤、肥沃的酸性及中性壤土，粘重黃泥土或沙質礫土亦能生長。可於冬季或春季繁殖，多使用條播或撒播等方式播種。楓香樹的種子每公斤約有180,000－320,000顆，播重量為每畝0.5－1公斤。

## 形態特徵

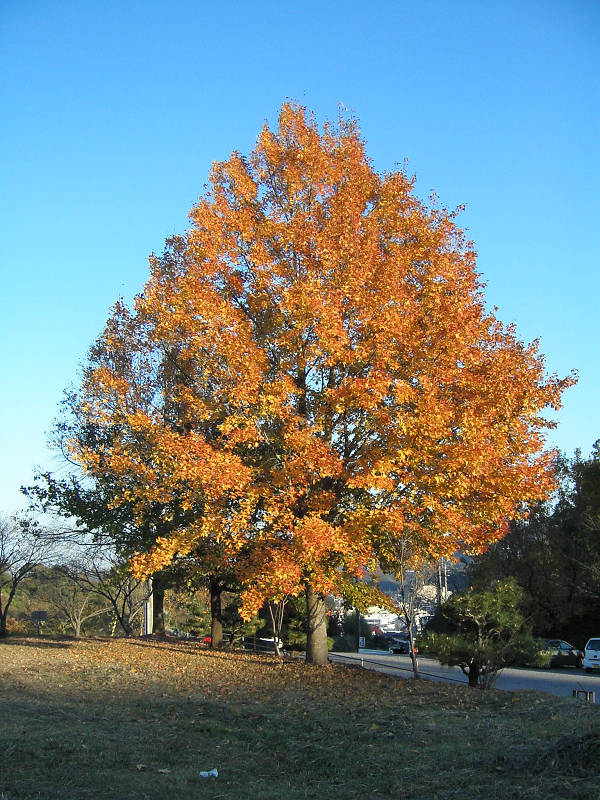
楓香樹

楓香樹是一種落葉大喬木，樹形呈圓錐形，高約20－40米，高可達40米，胸徑最大可達1米以上。幼年及中年時樹皮淡灰色，平滑，老時樹皮灰褐色，粗糙而厚，淺縱向溝裂，方塊狀剝落；小枝灰色，披柔毛，略有皮孔，乾後灰色；芽體橢圓狀卵形，略披棕色柔毛，長約1厘米；鱗狀苞片5－6枚，常有樹脂，乾後棕黑色，有光澤。

### 葉
葉為單葉互生或叢生枝端，心形或闊卵狀三角形，薄革質，掌狀3裂或幼時5－7裂呈三角形及不裂呈卵形，兩側裂片較短，平展，頂端尾狀漸尖；中央裂片較長，卵形或卵狀三角形，頂端尾尖或漸尖；基部微心形、心形或平截；表面綠色，光亮，乾後灰綠色，不發亮，顏色隨季節轉變，入秋後轉變成黃色至翌年春季落葉時轉變成紅色；背部無毛或幼時披短柔毛，後脫落，僅沿主脈或脈腋間披短柔毛；掌狀脈3－5條，表面及背面均明顯，網脈顯著；葉緣鋸齒狀，齒尖有腺狀突，長約6－13厘米，寬約6－15厘米。葉柄圓柱形，常披短柔毛，長約3－12厘米；托葉2枚，線狀，紅褐色，披柔毛，離生或略與葉柄合生，早落，長約1－1.5厘米。

### 花
花單性，雌雄同株，異花，無花被；雄性花由短穗狀、葇荑或頭狀花序掛列成總狀花序式，淡黃綠色，頂生，具有黑色鱗片，像長有頭髮，無花瓣及花萼，雄蕊多數，花絲不等長，花藥紅色，比花絲略短；雌性花掛列成圓球形的頭狀花序，具有黑色鱗片，無花瓣，每花序有花22－43朵，直徑約1.5厘米；具細長總梗，花序柄偶有皮孔，無腺體，長約3－6厘米；萼齒4－7枚，針形，長約4－10毫米；子房2室，每室胚珠多數，下半部藏於花序軸之內，上半部遊離，連花柱披柔毛；花柱2分叉，柱頭常卷曲，紫紅色，長約6－10毫米。

### 果
果為蒴果，由多枚蒴果聚合成頭狀果序，圓球形，密生星芒狀刺，形如流星鎚，木質，連宿存花柱直徑約2.5－5厘米；每果序內有果22－43枚；2瓣開裂，2淺裂，下半部藏於木質花序軸之內，宿存花柱及刺針狀萼齒。種子橢圓形，多數，扁平，多角形，有膜質窄翅，成熟時為深褐色。

## 用途
楓香樹的枝幹可採樹脂供製線香及藥用；也可供培植香菇，木材堅硬兼能抗白蟻，是良好的建築及傢俱材料；葉可供飼養天蠶蛾，落葉壓乾後可作書籤；蒴果乾後可作乾燥花素材。春夏季時綠蔭遮天，可作為行道樹、庭園樹或盆景樹種。於台灣分別為長尾水青蛾及四黑目天蠶蛾等數種蛾類幼蟲的食物來源。

## 醫藥用途

### 樹脂
楓香樹以乾燥樹脂入藥，味辛、微苦，性平，歸肝、脾經，中藥名為楓香脂，別名楓脂、膠香、白膠、白膠香、芸香等，始載於《新修本草》，《本草綱目拾遺》記載為「一切痈疽瘡疥，金瘡吐衄咯血，活血生肌，止痛解毒。燒過揩牙，永無牙疾。」，藥材主產於福建、雲南、江西、浙江慶元及龍泉等地，為中醫臨床用藥。具活血止痛、止血、生肌、涼血、解毒等功效，主治外傷出血、跌打損傷、癰疽腫痛、牙痛、衄血、吐血、咯血、金瘡出血等症狀，現代藥理研究表明楓香脂具止血、抗血栓形成、抗血小板聚集、抗心律失常、抗缺氧、擴張冠狀動脈等作用，臨床應用於急性腸胃炎等治療上。

### 葉
楓香樹以葉入藥，具清熱解毒、收斂止血等功效。台灣高雄市旗山區一帶的原住民，從前利用楓香樹的葉直接貼於擦傷處作止血治療。

### 果序
楓香樹以乾燥成熟果序入藥，味苦，性平，歸肝、腎經 ，孕婦忌用，中藥名為路路通，別名楓香果、楓球、楓果、楓實、九室子、狼眼、狼目等，始載於《本草綱目拾遺》，原文記載為「 辟瘴却瘟，明目，除濕，舒筋絡拘彎，周身痹痛，手腳及腰痛。」，藥材主產於福建、湖南、湖北、陝西、江蘇、浙江、安徽等地，為中醫臨床用藥，歸袪風濕、風寒濕藥。具利水通經、消腫、祛風活絡、除濕、疏肝等功效，主治關節痹痛、胃痛、水腫脹滿、麻木拘攣、乳少、經閉、濕疹等症狀，現代藥理研究表明路路通具抗肝損傷、調節免疫、抗炎等作用，臨床應用於產後缺乳、不射精症、増生性骨關節炎、突發性耳聾等治療上。因路路通具有良好的護肝作用，於台灣常被用作防治肝炎的藥物。

## 藥材鑑定
本品載錄於《中國藥典》2005年版，定為中藥楓香脂及路路通的法定原植物來源種，主要透過高效液相色譜法等鑑定法測定，規定中藥路路通中的路路通酸含量不可少於0.15%，以控制藥材的質量。

### 樹脂
中藥楓香脂以楓香樹的乾燥樹脂入藥，於夏季7－8月間選擇樹齡逾20年以上的粗壯大樹，從樹根起每隔15－20厘米交錯割裂鑿開一洞，使樹脂從樹幹割裂處流出，直到10月至翌年4月間採收，自然乾燥或曬乾。本品質地脆弱易碎，斷面具玻璃樣光澤呈類圓顆粒狀或不規則塊狀，大小不一，表面淡黃色至黃棕色，半透明或不透明，直徑多在0.5－1厘米之間，少數為3厘米。氣清香，燃燒時更濃，味淡。

### 果序
中藥路路通以楓香樹的乾燥果序入藥，於冬季果實成熟後採收，採收後洗淨除去雜質後曬乾。本品質地堅硬，不易破開；果序呈圓球形，由多枚小蒴果聚合而成，表面灰棕色至棕褐色，有多數尖刺狀宿存萼齒及鳥喙狀花柱，彎曲或常折斷，去除後呈現多數蜂窩狀小孔，直徑約2－3厘米；基部具圓柱形果柄，常折斷或僅有果柄痕，長約3－4.5厘米；小蒴果頂端開裂，形成蜂窩狀小孔，可見種子多數，種子發育不全者多角形，細小，直徑約1毫米，種子發育完全者扁平長圓形，少數，黃棕色至棕褐色，具翅；體輕，氣微香，味淡。傳統經驗則認為以色黃、個大及無果梗者為佳。

## 化學成份

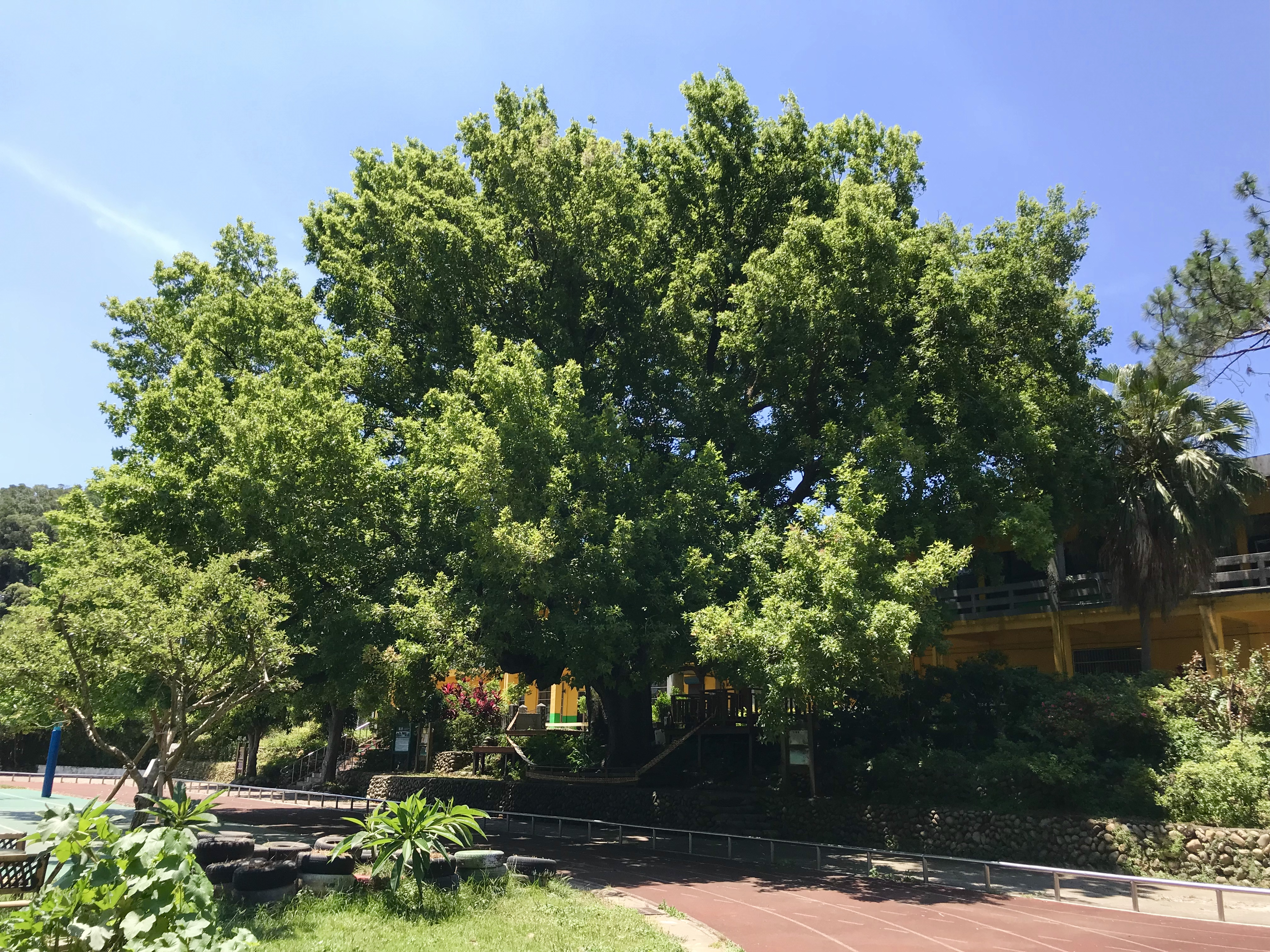
文山國小楓樹伯公

### 樹皮
楓香樹的樹皮中主要含環烯醚萜苷類成分，如有 6α-羥基京尼平苷 (6α-hydroxygeniposide)、6β-羥基京尼平苷 (6β-hydroxygeniposide)、水晶蘭苷甲酯 (monotropein methyl ester)及水晶蘭苷等。

### 樹脂
楓香樹的樹脂中主要含揮發油及齊墩果烷型三萜類成分，揮發油成分如有樟腦萜 (camphene)、異松油烯 (terpinolene)、丁香烯 (caryophyllene)及醋酸龍腦酯(bornyl acetate)；齊墩果烷型三萜類成分如有楓香酸 (forucosolic acid)、路路通醛 (liquidambronal)、路路通醛酸(liquidambronic acid)、齊墩果酸、愛勃龍醛 (ambronal)、阿波酮酸(ambronic acid)、阿波醇酸(ambrolic acid)、阿姆布二醇酸 (ambradiolic acid)及28-hydroxy-β-amyrone等。

### 葉
楓香樹的葉中主要含黃酮類、鞣質類、環烯醚萜苷類成分，黃酮類成分如有異槲皮素 (isoquercitrin)、蘆丁 (rutin)、楊梅樹素-3-O-（6”-沒食子酰）葡萄糖苷 [myricetin-3-O-(6”-galloyl)-glucoside]、黃芪苷 (astragalin)、三葉草苷 (trifolin)、金絲桃苷 (hyperin)、楊梅樹皮素-3-O-葡萄糖苷(myricetin-3-O-glucoside)及 tellimoside等；鞣質類成分如有楓香鞣質 (liquidambin)、木麻黃鞣質 (casuariin)、木麻黃鞣寧 (casuarinin)、木麻黃鞣亭 (casuarictin)、赤芍素(pedunculagin)、新嗩吶草素 I、II (tellimagrandins I-II)及異皺褶菌素 A、B、D (isorugosins A-B, D)等；環烯醚萜苷類成分如有水晶蘭苷 (monotropein)等。

### 果實
楓香樹的果實中主要含揮發油及齊墩果烷型三萜類等，揮發油成分如有檸檬烯 (limonene)、桃金娘醛 (myrtenal)、β-、γ-松油烯 (β-, γ-terpinenes)及β-蒎烯 (β-pinene)等；齊墩果烷型三萜類成分如有羥基齊墩果內酯 (hydroxyoleanolic lactone)、路路通內酯 (liquidambaric lactone)、路路通酸 (liquidambaric acid, betulonic acid)、齊墩果酸 (oleanolic acid)、馬纓丹酸 (lantanolic acid)、熊果酸 (ursolic acid)及阿江欖仁酸 (arjunolic acid)等；另還含有蘇合香素環氧化物 (styracin epoxide)、異蘇合香素環氧化物 (isostyracin epoxide)及左旋桂皮酸龍腦酯 [(-)-bornyl cinnamate]等成份。

## 外部連結
- （简体中文）. 中國植物圖像庫.   [September 13, 2011].[]
- . 台灣植物資訊整合查詢系統.   [September 13, 2011]. （原始内容存档于2015-06-26）.
- . 台灣野生植物資料庫.   [September 13, 2011]. （原始内容存档于2019-05-19）.
- . 香港植物及植被.   [September 13, 2011]. （原始内容存档于2019-05-20）.
- 楓香 台灣野生植物資料庫 特有生物研究保育中心 （页面存档备份，存于）
- 楓香樹 Fengxiangshu （页面存档备份，存于） 藥用植物圖像數據庫 (香港浸會大學中醫藥學院) （中文）（英文）
- 路路通 中藥材圖像數據庫  (香港浸會大學中醫藥學院) （中文）（英文）
- 路路通 Lu Lu Tong （页面存档备份，存于） 中藥標本數據庫 (香港浸會大學中醫藥學院) （繁體中文）（英文）
- 楓香脂 中藥材圖像數據庫  (香港浸會大學中醫藥學院) （中文）（英文）
- 楓香脂 Feng Xiang Zhi （页面存档备份，存于） 中藥標本數據庫 (香港浸會大學中醫藥學院) （繁體中文）（英文）